# Mary Ritter Beard
Mary Ritter Beard foi uma historiadora e ativista em favor do movimento de sufrágio feminino nos Estados Unidos. Estudou na DePauw University, onde conheceu seu futuro marido Charles Beard, e na Universidade de Colúmbia em Nova Iorque, onde se envolveu com o movimento em favor do sufrágio feminino, tendo se filiado a National American Woman Suffrage Association. Como historiadora, fez parte do movimento que argumentava a relevância de fatores sociais e econômicos na história. Seus principais trabalhos foram On Understanding Women (1931), America Through Women's Eyes (1933), e Women as Force in History (1946).